# Zalambdalestes

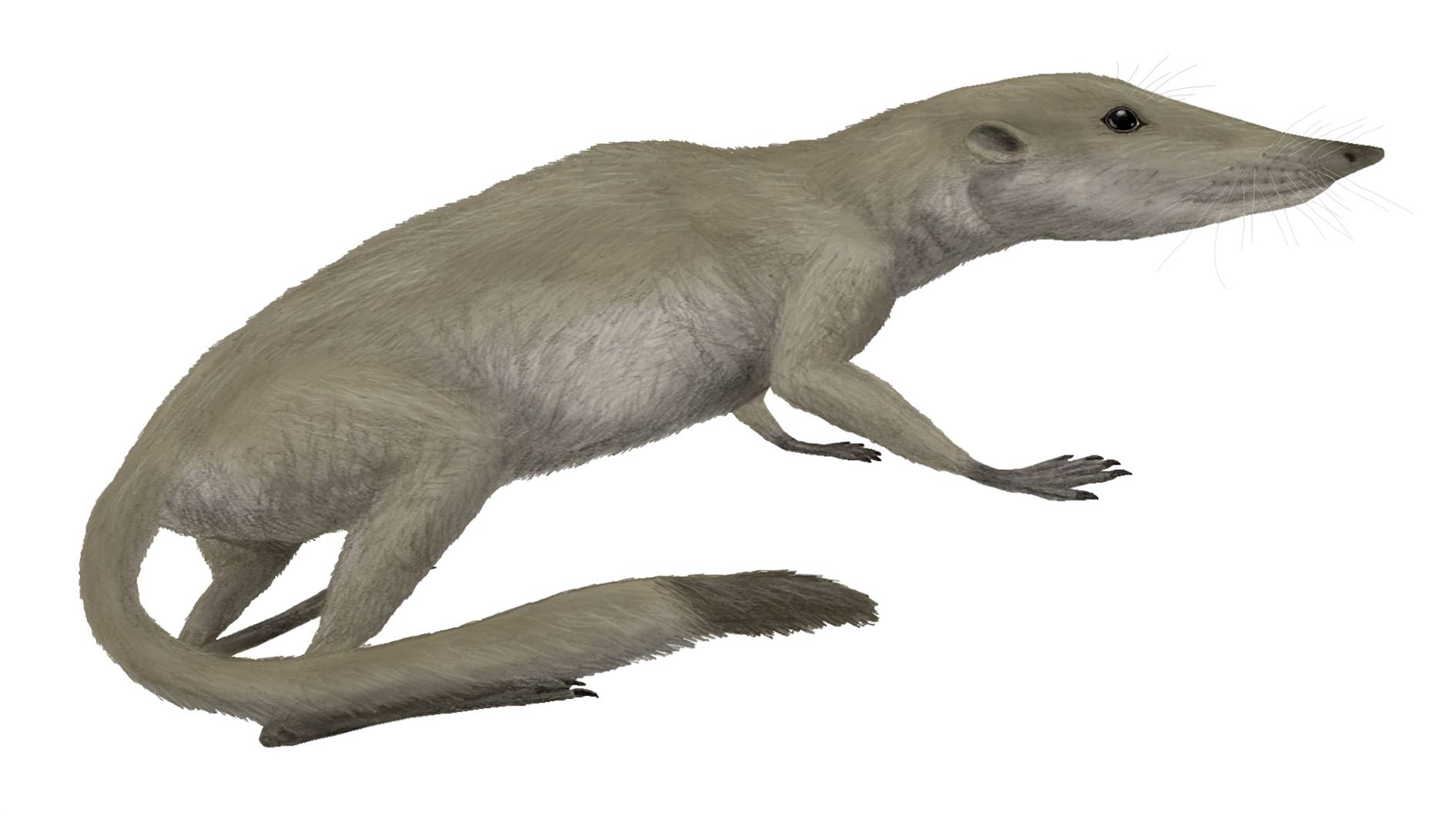
A Zalambdalestes lechei rekonstrukciója

A Zalambdalestes a legősibb méhlepényesek (Eutheria) egyik fosszilis neme.
A nem egyetlen faja a Zalambdalestes lechei Gregory & Simpson, 1926.

## Előfordulása
A Zalambdalestes a késő kréta korszak idején élt, ott ahol ma Mongólia van. Ez az ősi méhlepényes emlős kortárs volt a dinoszauruszokkal.

## Megjelenése
Ennek a cickányszerű állatnak hosszú pofája, hosszú fogai, kisméretű agya és nagy szemei voltak. A Zalambdalestes körülbelül 20 centiméter hosszú volt, ebből a fej 5 centimétert tett ki. Úgy a mellső, mint a hátsó lábai is erősek lehettek, azonban a hüvelykujj hiánya miatt, nem valószínű, hogy képes volt fákra mászni. Táplálékát rovarok alkothatták, amelyeket az aljnövényzetben és avaron kapott el, éles, egymásba illő fogaival.

### Fordítás
- Ez a szócikk részben vagy egészben  a   Zalambdalestes című angol Wikipédia-szócikk ezen változatának fordításán alapul.  Az eredeti cikk szerkesztőit annak laptörténete sorolja fel. Ez a jelzés csupán a megfogalmazás eredetét és a szerzői jogokat jelzi, nem szolgál a cikkben szereplő információk forrásmegjelöléseként.